# (11428) Alcinoos
(11428) Alcinoos, désignation internationale (11428) Alcinoos, est un astéroïde troyen jovien.

## Description
(11428) Alcinoos est un astéroïde troyen jovien, camp grec, c'est-à-dire situé au point de Lagrange L4 du système Soleil-Jupiter. Il présente une orbite caractérisée par un demi-grand axe de 5,323 UA, une excentricité de 0,013 et une inclinaison de 17,3° par rapport à l'écliptique.
Il est nommé en référence au personnage de la mythologie grecque Alcinoos, acteur du conflit légendaire de la guerre de Troie.

## Compléments